# Siphloplecton fuscum
Siphloplecton fuscum är en dagsländeart som beskrevs av Berner 1978. Siphloplecton fuscum ingår i släktet Siphloplecton och familjen Metretopodidae. Inga underarter finns listade i Catalogue of Life.